# Municipio de Center (condado de Noble)
El municipio de Center (en inglés: Center Township) es un municipio ubicado en el condado de Noble en el estado estadounidense de Ohio. En el año 2010 tenía una población de 1110 habitantes y una densidad poblacional de 15,14 personas por km².

## Geografía
El municipio de Center se encuentra ubicado en las coordenadas 39°47′48″N 81°27′23″O / 39.79667, -81.45639. Según la Oficina del Censo de los Estados Unidos, el municipio tiene una superficie total de 73.3 km², de la cual 73,22 km² corresponden a tierra firme y (0,12 %) 0,09 km² es agua.

## Demografía
Según el censo de 2010, había 1110 personas residiendo en el municipio de Center. La densidad de población era de 15,14 hab./km². De los 1110 habitantes, el municipio de Center estaba compuesto por el 98,74 % blancos, el 0,18 % eran afroamericanos, el 0,54 % eran asiáticos y el 0,54 % eran de una mezcla de razas. Del total de la población el 0,27 % eran hispanos o latinos de cualquier raza.